# Hensuki: Are You Willing to Fall in Love with a Pervert, as Long as She's a Cutie?
Hensuki: Are You Willing to Fall in Love with a Pervert, as Long as She's a Cutie? (可愛ければ変態でも好きになってくれますか？, Kawaikereba hentai demo suki ni natte kuremasuka?, litt. « Veux-tu vraiment tomber amoureux d'une perverse même si elle est mignonne ? ») est une série de light novel écrite par Tomo Hanama et illustrée par sune. Elle est éditée par Media Factory sous sa marque de publication, MF Bunko J, depuis janvier 2017. Une adaptation en manga de CHuN est prépubliée dans le magazine Monthly Dragon Age de Fujimi Shobo entre novembre 2017 et décembre 2020. Une adaptation en série télévisée d'animation par le studio Geek Toys est diffusée pour la première fois entre le 8 juillet et le 23 septembre 2019,.

## Intrigue
Keiki Kiryū est un banal lycéen célibataire qui, après avoir nettoyé la salle de club de calligraphie, trouve une lettre d'amour anonyme qui lui est adressée. Une vie normale remplie d'amour semblait commencer pour ce dernier si cette lettre n'était malheureusement pas accompagnée d'une culotte. Il se lance alors à la recherche de sa propriétaire, mais en poursuivant sa potentielle « Cendrillon », il découvre les personnalités uniques et cachées de chaque candidate qui veulent qu'il participe à leurs activités vicieuses…

## Personnages
Keiki Kiryū (桐生 慧輝, Kiryū Keiki)
Voix japonaise : Hiro Shimono (anime),, Kōhei Amasaki (drama CD)
Personnage principal de la série, il fait partie du club de calligraphie du lycée Momosawa High School. C'est un profond siscon.
Sayuki Tokihara (朱鷺原 紗雪, Tokihara Sayuki)
Voix japonaise : Ayana Taketatsu (anime),, Ayaka Imamura (ja) (drama CD)
L'aînée de Keiki et la présidente du club de calligraphie. C'est une très bonne calligraphe qui dégage une aura de femme mature tout en étant bien proportionnée. Elle est en réalité une masochiste qui veut être un animal de compagnie cherchant son maître.
Yurika Koga (古賀 唯花, Koga Yurika)
Voix japonaise : Rina Hidaka (anime),, Ari Ozawa (ja)(drama CD)
La cadette de Keiki qui fait également partir du club de caligraphie. Derrière ses airs de jeune fille douce et innocente, elle cache une sadique voulant rendre le personnage principal son esclave.
Mao Nanjō (南条 真緒, Nanjō Mao)
Voix japonaise : Iori Nomizu (ja) (anime),, Satsumi Matsuda (ja)(drama CD)
La camarade de classe de Keiki et de Shōma qui sont tous les trois des amis proches. Elle est maladroite. Elle est en réalité une fujoshi qui réalise des œuvres boys' love intitulées Shortcake Series (ショートケーキシリーズ, Shōtokēkishirīzu) en prenant pour modèles Keiki et Shōma.
Mizuha Kiryū (桐生 瑞葉, Kiryū Mizuha)
Voix japonaise : Kaede Hondo (anime),, Yūki Kuwahara (ja)(drama CD)
La petite sœur de Keiki. Elle écoute attentivement les problèmes de son frère. Elle se révèle être une exhibitionniste qui adore prendre des photos de ses sous-vêtements.
Shōma Akiyama (秋山 翔馬, Akiyama Shōma)
Voix japonaise : Keisuke Kōmoto (ja) (anime),, Atsushi Tamaru (ja)(drama CD)
Le camarade de classe et ami de Keiki qui appartient au club de tennis. C'est un lycéen populaire à cause de sa beauté et de sa personnalité sincère mais il est en réalité un lolicon.
Koharu Ōtori (鳳 小春, Ōtori Koharu)
Voix japonaise : Ayaka Ōhashi,
Une aînée de Keiki appartenant au club d'astronomie. Keiki la compare à un lapin à cause de sa petite taille et de son apparence mignonne. Elle aime Shōma.
Ayano Fujimoto (藤本 彩乃, Fujimoto Ayano)
Voix japonaise : Anzu Haruno (ja),
Une camarade de classe de Keiki, et la vice-présidente du bureau des élèves du lycée. Malgré son apparence sérieuse, elle est une fétichiste qui s'excite avec l'odeur corporelle d'un homme.
Mme Okita (沖田先生, Okita-sensei)
Voix japonaise : Suzuko Mimori,
Une enseignante au lycée Momosawa et la conseillère du club de calligraphie.

## Productions et supports

### Light novel
La série des light novel Kawaikereba hentai demo suki ni natte kuremasuka? (可愛ければ変態でも好きになってくれますか？) est écrite par Tomo Hanama et illustrée par sune. Media Factory, sous sa marque de publication MF Bunko J, édite les romans depuis janvier 2017. À ce jour, dix volumes ont été publiés.

#### Liste des volumes
| no | Japonais          | Japonais                                                                   |
| no | Date de sortie    | ISBN                                                                       |
| --- | ----------------- | -------------------------------------------------------------------------- |
| 1 | 25 février 2017   | 978-4-04-069008-7                                                          |
| 2 | 25 mai 2017       | 978-4-04-069279-1                                                          |
| 3 | 25 septembre 2017 | 978-4-04-069457-3                                                          |
| 4 | 25 janvier 2018   | 978-4-04-069672-0                                                          |
| 5 | 25 mai 2018       | 978-4-04-069915-8                                                          |
| 6 | 25 octobre 2018   | 978-4-04-065236-8                                                          |
| 7 | 25 février 2019   | 978-4-04-065528-4                                                          |
| 8 | 25 juillet 2019,  | 978-4-04-065855-1 (édition régulière) 978-4-04-065856-8 (édition spéciale) |
| EXTRA : L'édition spéciale de ce volume comporte des « figurines » en support acrylique des chibi de Sayuki, Yurika, Mao et de Mizuha. |                   |                                                                            |
| 9 | 25 décembre 2019  | 978-4-04-064185-0                                                          |
| 10 | 25 avril 2020     | 978-4-04-064586-5                                                          |
| 11 | 25 septembre 2020 | 978-4-04-064943-6                                                          |
| 12 | 25 janvier 2021   | 978-4-04-6801616                                                           |

### Manga
Une adaptation en manga, dessinée par CHuN, est lancée dans le numéro de décembre 2017 du magazine de prépublication de shōnen manga Monthly Dragon Age, paru le 9 novembre 2017. Un dernier chapitre est publié dans le numéro de janvier 2021 du magazine, sorti le 9 décembre 2020. Les chapitres sont rassemblés et édités dans le format tankōbon par Fujimi Shobo avec le premier volume publié en mai 2018 ; la série comptera au total six volumes tankōbon.

#### Liste des volumes
| no | Japonais        | Japonais          |
| no | Date de sortie  | ISBN              |
| -- | --------------- | ----------------- |
| 1  | 25 mai 2018     | 978-4-04-072836-0 |
| 2  | 9 novembre 2018 | 978-4-04-072910-7 |
| 3  | 25 juillet 2018 | 978-4-04-073258-9 |
| 4  | 9 octobre 2019  | 978-4-04-073362-3 |
| 5  | 2 avril 2020    | 978-4-04-073612-9 |
| 6  | 9 février 2021  | 978-4-04-073983-0 |

### Anime
Une adaptation en une série télévisée d'animation a été annoncée avec l'ouverture d'un site officiel dédié en février 2019. Celle-ci est réalisée par Itsuki Imazaki au sein du studio d'animation Geek Toys avec les scripts écrits par Kenichi Yamashita, les character designs de Yōsuke Itō et la bande originale composée par Yōichi Sakai chez Lantis,. Seven est crédité pour l'assistance à la production d'animation,. Elle est diffusée pour la première fois au Japon entre le 8 juillet et le 23 septembre 2019 sur AT-X, et un peu plus tard sur Tokyo MX, MBS et BS11,. La série est composée de 12 épisodes répartis dans trois coffrets Blu-ray/DVD. Anime Digital Network détient les droits de diffusion en simulcast de la série en France, en Belgique, en Luxembourg, en Suisse, en Andorre et à Monaco.
Une série dérivée de courts épisodes, intitulée Hensuki▽ (変好き▽) et dont les personnages y apparaissent en chibi, est diffusée juste après la série principale sur AT-X et Gyao! (ja). Ces épisodes sont écrites et réalisés par Itsuki Imazaki et sont d'avantages centrés sur Keiki, Mizuha et Mme Okita.
La chanson de l'opening de la série, intitulée Daisuki. (ダイスキ。), est interprétée par Ayaka Ōhashi, tandis que celle de l'ending, Mubyū no hana (無謬の花), est interprétée par le groupe Mia Regina.

#### Liste des épisodes
| No | Titre français                                                | Titre japonais                           | Titre japonais                                              | Date de 1re diffusion |
| No | Titre français                                                | Kanji                                    | Rōmaji                                                      | Date de 1re diffusion |
| -- | ------------------------------------------------------------- | ---------------------------------------- | ----------------------------------------------------------- | --------------------- |
| 1  | Cendrillon a perdu sa culotte ?!                              | パンツを落としたシンデレラ！？           | Pantsu o otoshita Shinderera!?                              | 8 juillet 2019        |
| 2  | Un prince indécis ?                                           | 優柔不断な王子様！？                     | Yūjūfudan'na ōji-sama!?                                     | 15 juillet 2019       |
| 3  | Une Cendrillon timide ?                                       | 恥ずかしがりやのシンデレラ！？           | Hazukashi gari ya no Shinderera!?                           | 22 juillet 2019       |
| 4  | Une Cendrillon qui manque de franchise ?                      | 素直になれないシンデレラ！？             | Sunaoninarenai Shinderera!?                                 | 29 juillet 2019       |
| 5  | La Tactique d'Ōtori, élève de 2de                             | 『小春ちゃんは一年生だよ☆』大作戦        | “Koharu-chan wa ichinenseida yo☆” dai sakusen               | 5 août 2019           |
| 6  | Cendrillon a fait une chute ?                                 | 落ちてきたシンデレラ！？                 | Ochitekita Shinderera!?                                     | 12 août 2019          |
| 7  | L'Ultime Tactique d'Ōtori, élève de 2de                       | 『小春ちゃんは一年生だよ☆』大作戦 完結篇 | “Koharu-chan wa ichinensei dayo☆” dai sakusen: Kanketsu-hen | 19 août 2019          |
| 8  | Le prince a perdu son slip ?                                  | パンツをなくした王子様！？               | Pantsu o nakushita ōji-sama!?                               | 26 août 2019          |
| 9  | Opération spéciale « Maître Keiki » !                         | 『慧輝くんはご主人様だよ★』大作戦！      | “Keiki-kun wa goshujinsama dayo☆” dai sakusen               | 2 septembre 2019      |
| 10 | Le Prince asservi ?                                           | 奴隷になった王子様！？                   | Dorei ni natta ōji-sama!?                                   | 9 septembre 2019      |
| 11 | Cendrillon a retiré son maillot de bain ?                     | 水着を脱いだシンデレラ！？               | Mizugi o nuida Shinderera!?                                 | 16 septembre 2019     |
| 12 | Tomberais-tu amoureux d'une perverse si elle était mignonne ? | 可愛ければ××でも〇〇になってくれますか？ | Kawaikereba hentai demo suki ni natte kuremasuka?           | 23 septembre 2019     |

### Autres
Un drama CD est publié par Sea Side Communications (ja) le 25 mai 2018.
Un jeu gratuit sur navigateur est sorti le 25 mai 2018 sur le portail RPG Atsumaru. Produite par Tatsu-tori, cette collaboration avec RPG Atsumaru s'intitule Kawaikereba hentai demo suki ni natte kuremasuka? [Ren'ai × sugoroku] (可愛ければ変態でも好きになってくれますか?【恋愛×スゴロク】).

## Accueil
Le tirage total de la série a dépassé les 750 000 exemplaires en janvier 2020.

### Œuvres
Light novel
1. 1 2  (ja) « 可愛ければ変態でも好きになってくれますか？　１ », sur Media Factory (consulté le 8 juillet 2019)
2. 1 2  (ja) « 可愛ければ変態でも好きになってくれますか？　２ », sur Media Factory (consulté le 8 juillet 2019)
3. 1 2  (ja) « 可愛ければ変態でも好きになってくれますか？　３ », sur Media Factory (consulté le 8 juillet 2019)
4. 1 2  (ja) « 可愛ければ変態でも好きになってくれますか？　４ », sur Media Factory (consulté le 8 juillet 2019)
5. 1 2  (ja) « 可愛ければ変態でも好きになってくれますか？　５ », sur Media Factory (consulté le 8 juillet 2019)
6. 1 2  (ja) « 可愛ければ変態でも好きになってくれますか？　６ », sur Media Factory (consulté le 8 juillet 2019)
7. 1 2  (ja) « 可愛ければ変態でも好きになってくれますか？　７ », sur Media Factory (consulté le 8 juillet 2019)
8. 1 2  (ja) « 可愛ければ変態でも好きになってくれますか？　８ », sur Media Factory (consulté le 8 juillet 2019)
9. 1 2  (ja) « 可愛ければ変態でも好きになってくれますか？　８　クリアスタンドフィギュア付き特装版 », sur Media Factory (consulté le 8 juillet 2019)
10. 1 2  (ja) « 可愛ければ変態でも好きになってくれますか？　９ », sur Media Factory (consulté le 5 mars 2020)
11. 1 2  (ja) « 可愛ければ変態でも好きになってくれますか？　１０ », sur Media Factory (consulté le 24 avril 2020)
12. 1 2  (ja) « 可愛ければ変態でも好きになってくれますか？　１１ », sur Media Factory (consulté le 18 décembre 2020)
13. 1 2  (ja) « 可愛ければ変態でも好きになってくれますか？　１２ », sur Media Factory (consulté le 18 décembre 2020)

Manga
1. 1 2  (ja) « 可愛ければ変態でも好きになってくれますか？　１ », sur Kadokawa (consulté le 8 juillet 2019)
2. 1 2  (ja) « 可愛ければ変態でも好きになってくれますか？　２ », sur Kadokawa (consulté le 8 juillet 2019)
3. 1 2  (ja) « 可愛ければ変態でも好きになってくれますか？　３ », sur Kadokawa (consulté le 8 juillet 2019)
4. 1 2  (ja) « 可愛ければ変態でも好きになってくれますか？　４ », sur Kadokawa (consulté le 23 septembre 2019)
5. 1 2  (ja) « 可愛ければ変態でも好きになってくれますか？　５ », sur Kadokawa (consulté le 5 mars 2020)
6. 1 2  (ja) « 可愛ければ変態でも好きになってくれますか？　６ », sur Kadokawa (consulté le 18 décembre 2020)